# Imagine Film Festival
O Imagine Film Festival (antes de 2009: Festival de Cinema Fantástico de Amsterdã (em inglêsː Amsterdam Fantastic Film Festival - AFFF)) é um festival de cinema anual que ocorre em Amsterdã. O festival tem o objetivo de familiarizar tanto os amantes de cinema quanto o público em geral com uma seleção de filmes recentes e históricos, com gêneros como fantasia, terror e ficção científica. Uma grande parte do programa consiste de filmes B, filmes exploitation, filmes cult e filmes obscuros, embora a oferta tenha se tornado cada vez mais diversificada ao longo dos anos. O evento é organizado pela Fundação AFFF sem lucros e recebe subsídios da cidade de Amsterdã e do Fundo para o Cinema.

## Programação
O programa principal consiste em vários filmes inéditos europeus, asiáticos e ocidentais. Muitos destes filmes têm a sua estreia europeia ou holandesa durante o festival. O festival serve também como um local de conhecimento e discussão entre profissionais e outras partes interessadas, através das Perguntas e Respostas, que são gratuitas, de um simpósio e de uma master class.
Desde 2000, há uma parte especial do festival dedicada à educação: o AFFF Kids. Isso dá às crianças a oportunidade de se conectar com o filme e com seus produtores, produzindo conhecimento de forma lúdica, o que os envolve na discussão sobre temas atuais e históricos, que são mencionados nos filmes. O Festival de Cinema Fantástico de Amsterdã foi fundado em 1984 por Jan Doense, diretor de curtas-metragens e fundador do The Night of Bad Taste (A Noite do Mau Gosto). Em mais de duas décadas, o Festival de Cinema Fantástico de Amsterdã transformou o Weekend of Terror (Fim de Semana do Terror) num "jogador" maduro no circuito de festivais.
Desde a sua associação à Federação dos Festivais Europeus de Cinema Fantástico, em 1996, a Fundação trabalha em estreita colaboração com muitos outros festivais de cinema europeus deste gênero.

## História
Em 1991, no Alhambra Theatre, em Weteringschans, o primeiro Fim de Semana de Terror lançou as bases para o atual Festival de Cinema Fantástico de Amsterdã. Durante este fim de semana, os amantes de filmes de terror saborearam o melhor do splatter e do terror.
Embora o Fim de Semana de Terror tenha sido um paraíso para os amantes de cinema que assiduamente participam de outros zombie fests italianos, eles também concordaram que a obra de David Cronenberg merecia uma atenção séria. Com a retrospectiva de Cronenberg em 1984, o festival esteve à frente do seu tempo, enquanto com as seleções a partir da obra de Lucio Fulci (1987) e de Herschell Gordon Lewis (1991) as visões prevalecentes sobre sua qualidade foram desafiadas.
Enquanto isso, o Festival de Cinema Fantástico de Amsterdã se tornou um grande 'jogador' no circuito de festivais, já que presta atenção a filmes de vários gêneros. Assim, o Festival de Cinema Fantástico de Amsterdã organizou, em 2004, a Golden Méliès Gala (Noite de Gala do Méliès de Ouro), quando os prêmios para os melhores longa-metragens e curta-metragens europeus fantásticos foram apresentados. Além disso, o Festival de Cinema Fantástico de Amsterdã viu seu status de adulto ser recentemente confirmado pela concessão dos subsídios (por quatro anos) de ambos o Ministério da Educação e a Cidade de Amsterdã.
Desde 2009, o festival tem um novo nome: Imagine Film Festival. Com a mudança de nome, a organização deseja enfatizar que o festival tornou-se mais focado em filmes que não podem mais ser estritamente definidos apenas como fantasia, terror ou ficção científica. Em 2013, o festival se mudou para o Instituto EYE de Cinema da Holanda, no norte de Amsterdã.

## Prêmios[2]
Durante o festival são entregues os seguintes prêmios:
- Silver Scream Award (Prêmio do Grito de Prata)
- Lifetime / Career Achievement Award (Prêmio pela Realização da Carreira)
- Silver Méliès (Méliès de Prata)
- Golden Méliès (Méliès de Ouro)
- The Black Tulip Award (Prêmio Tulipa Negra)
- MovieZone Award (Prêmio MovieZone
- Imagine Time Capsule (Cápsula do Tempo Imagine)

## Lifetime/Prêmio pela Realização da Carreira
O Lifetime/Prêmio pela Realização da Carreira tem sido concedido desde 2000. Os vencedores são:
- 2014 - Alejandro Jodorowsky (Prêmio pela Realização da Carreira)
- 2013 - Neil Jordan
- 2012 - Stan Lee
- 2011 - Rutger Hauer
- 2010 - Dick Maas
- 2008 - Tim Burton (Prêmio pela Realização da Carreira)
- 2007 - Terry Gilliam (Prêmio pela realização da Carreira)
- 2006 - Roger Corman
- 2005 - Ray Harryhausen
- 2005 - Paul Naschy
- 2004 - não premiado
- 2003 - Lloyd Kaufman
- 2002 - Paul Verhoeven
- 2001 - Dario Argento
- 2000 - Wes Craven

## Prêmio do Grito de Prata[2]
O Prêmio do Grito de Prata é votado pelo público do festival.
| Ano  | Título do Filme             | Diretor                      |
| ---- | --------------------------- | ---------------------------- |
| 2016 | They Call Me Jeeg           | Gabriele Mainetti            |
| 2015 | Ex Machina                  | Alex Garland                 |
| 2014 | Jodorowsky's Dune           | Frank Pavich                 |
| 2013 | The Battery                 | Jeremy Gardner               |
| 2012 | The Raid                    | Gareth Evans                 |
| 2011 | The Perfect Host            | Nick Tomnay                  |
| 2010 | Mary and Max                | Adam Elliot                  |
| 2009 | Let the right one in        | Tomas Alfredson              |
| 2008 | REC                         | Jaume Balagueró e Paco Plaza |
| 2007 | Adam's Apples               | Anders Thomas Jensen         |
| 2006 | Ordinary Man                | Vincent Lannoo               |
| 2005 | Kung Fu Hustle              | Stephen Chow                 |
| 2004 | Tempus Fugit                | Enric Folch                  |
| 2003 | Spirited Away               | Hayao Miyazaki               |
| 2002 | Donnie Darko                | Richard Kelly                |
| 2001 | El Corazón del Guerrero     | Daniel Monzón                |
| 2000 | Galaxy Quest                | Dean Parisot                 |
| 1999 | eXistenZ                    | David Cronenberg             |
| 1998 | Dark City                   | Alex Proyas                  |
| 1996 | From Dusk Till Dawn         | Robert Rodriguez             |
| 1995 | Dellamorte Dellamore        | Michele Soavi                |
| 1994 | Return of the Living Dead 3 | Brian Yuzna                  |
| 1993 | Braindead                   | Peter Jackson                |
| 1992 | Akira                       | Katsuhiro Otomo              |
| 1991 | The Silence of the Lambs    | Jonathan Demme               |
| 1990 | Nightbreed                  | Clive Barker                 |

## Os Prêmios Méliès[2]
Os Prêmios Méliès são uma iniciativa da Federação dos Festivais Europeus de Cinema Fantástico (FFECF), da qual o Imagine Film Festival é membro desde 1996. Os oito festivais afiliados concedem a cada ano dois prêmios Méliès de Prata, nomeadamente para o melhor filme fantástico e para o melhor curta-metragem fantástico. Os vencedores, em seguida, se juntam às premiações do Méliès de Ouro, que será entregue a um dos oito festivais envolvidos anualmente.

#### Os vencedores do Méliès de Prata de Amsterdãː
| Ano  | Título do Filme                                         | Diretor                     |
| ---- | ------------------------------------------------------- | --------------------------- |
| 2015 | Liza, the Fox-Fairy                                     | Károly Ujj Mészáros         |
| 2014 | Der Samurai                                             | Till Kleinert               |
| 2013 | Fin                                                     | Jorge Torregrossa           |
| 2012 | Mientras Duermes                                        | Jaume Balagueró             |
| 2011 | Balada Triste de Trompeta (Golden Méliès)               | Alex de la Iglesia          |
| 2010 | Transmission                                            | Roland Vranik               |
| 2009 | Before the Fall                                         | F. Javier Gutiérrez         |
| 2008 | King of the Hill / El rey de la montaña                 | Gonzalo López-Gallego       |
| 2007 | Them / Ils                                              | David Moreau & Xavier Palud |
| 2006 | Storm                                                   | Måns Mårlind & Björn Stein  |
| 2005 | Calvaire                                                | Fabrice du Welz             |
| 2004 | The Green Butchers / De grønne slagtere (Golden Méliès) | Anders Thomas Jensen        |
| 2003 | My Little Eye                                           | Marc Evans                  |
| 2002 | El espinazo del diablo                                  | Guillermo del Toro          |
| 2001 | El corazón del Guerrero                                 | Daniel Monzón               |

| Ano  | Título do Filme   | Diretor                           |
| ---- | ----------------- | --------------------------------- |
| 2015 | Une Chambre Bleue | Thomasz Siwinski                  |
| 2014 | Reset             | Marcus Kryler e Fredrik Åkerström |

## Prêmio Tulipa Negra[2]
Até 2006, o Prêmio Tulipa Negra era premiado em três categorias, mas, a partir deste ano, apenas na categoria de Melhor Filme:
| Categoria                  | Título do Filme                  | Diretor                   |
| -------------------------- | -------------------------------- | ------------------------- |
| Melhor Filme 2015          | Sunrise                          | Partho Sen-Gupta          |
| Melhor Filme 2014          | Coherence                        | James Ward Byrkit         |
| Melhor Filme 2013          | Wolf Children                    | Mamoru Hosoda             |
| Melhor Filme 2012          | Eddie: The Sleepwalking Cannibal | Boris Rodriguez           |
| Melhor Filme 2011          | Bedevilled                       | Jang Cheol-soo            |
| Melhor Filme 2010          | The Seventh Circle               | Arpad Sopsits             |
| Melhor Filme 2009          | Let the right one in             | Tomas Alfredson           |
| Melhor Filme 2008          | Timecrimes                       | Nacho Vigalondo           |
| Melhor Filme 2007          | The bothersome man               | Jens Lien                 |
| Melhor Filme 2006          | Next door                        | Pål Sletaune              |
| Melhor Filme Inédito 2006  | MirrorMask                       | Dave McKean & Neil Gaiman |
| Melhor Curta-Metragem 2006 | Doll Nr. 639                     | András Dési & Gábor Móray |

## MovieZone Award[2]
O jovem tem o futuro, e isso não é diferente no Imagine. É por isso que a Imagine vem trabalhando com o MovieZone, o programa educacional do EYE, há vários anos. O MovieZone tem seu próprio júri no Imagine, com seus jurados com idade entre 16 e 19 anos. O prêmio é uma grande honra para os diretores, porque significa que eles conseguiram alcançar um público jovem com seu filme. O júri vai selecionar dez filmes de todas as partes do programa e conhecer alguns dos criadores. O vencedor será anunciado na noite de encerramento.
O júri deste ano é composto por Arjen de Feijter, de Terneuzen (17, também repórter), Iris Vaessen, de Mill (17), Kalin Popov, de Hoofddorp (18), Fleur Harshagen, de Batenburg (16) e Jiska Warmels, de Aalsmeer (18).
| Ano  | Título do Filme | Diretor          |
| ---- | --------------- | ---------------- |
| 2015 | Housebound      | Gerard Johnstone |
| 2014 | Cheap Thrills   | E.L. Katz        |
| 2013 | Citadel         | Ciarán Foy       |
| 2012 | Der Sandmann    | Peter Luisi      |

## Imagine Time Capsule[2]
Este prêmio é concedido para as inscrições online desde 2010:
| Ano  | Título do Filme   | Diretor                         |
| ---- | ----------------- | ------------------------------- |
| 2015 | Post Apocalyptic  | Pepijn van Hengel               |
| 2014 | Looking for Laika | Thijs Molenaar e Laurens Roorda |
| 2013 | Monsterpop        | Boriz Baatsen                   |
| 2012 | Mayan Prophecy    | Geoffrey Cramm                  |
| 2011 | Under the Dress   | Sasha Meijer                    |
| 2010 | The Vegan Vampire | Suzi Terror                     |